# Stephania gracilenta
Stephania gracilenta är en tvåhjärtbladig växtart som beskrevs av John Miers. Stephania gracilenta ingår i släktet Stephania och familjen Menispermaceae. Inga underarter finns listade i Catalogue of Life.